# 武雄市立北方小学校
武雄市立北方小学校（たけおしりつ きたがたしょうがっこう）は、佐賀県武雄市北方町志久にある市立の小学校。

## 概要
歴史
1974年（昭和49年）に当時の北方町内にあった小学校2校（北方小学校・北方東小学校）が統合されて開校した。現校名になったのは2006年（平成18年）。2024年（令和6年）に創立50周年を迎える。
校章
校名の「北」と「小」の文字を図案化し、組み合わせたものを校章としている。
校歌
作詞は中原勇夫、作曲は富永定による。歌詞は3番まであり、各番に校名の「北方小学校」が登場する。
校区
「武雄市北方町全域」。中学校区は武雄市立北方中学校。

## 沿革
前史（就正小学校）
- 1872年（明治5年）- 学制の頒布により、「大崎小学校」（聖恩寺東側）が創立。
- 1873年（明治6年）- 大崎小学校が聖恩寺西谷に移転の上、「就正小学校」に改称。
- 1887年（明治20年）- 小学校令の施行により、「尋常就正小学校」に改称。
- 1890年（明治23年）- 天徳寺の麓に白仁田分教場を設置。
- 1891年（明治24年）- 杉岳分教場を設置。
- 1892年（明治25年）- 「就正尋常小学校」に改称。
- 1895年（明治28年）- 白仁田分教場を杉谷分教場に統合。字百堂に校舎を新設。

前史（新橋小学校）
- 1872年（明治5年）- 学制の頒布により、「志久小学校」（杉岡神社境内）と「芦原小学校」（芦原天神馬場）の2校が創立される。
- 1873年（明治6年）- 志久小学校が「乙亥小学校」に改称。
- 実施年月日不明 - 「志久小学校」に改称。
- 1881年（明治14年）- 志久小学校と芦原小学校が統合の上、「北方村橋下村組合立 錦江小学校」となる。新橋の官舎跡を校舎に活用。
- 1887年（明治20年）- 小学校令の施行により、「尋常錦江小学校」に改称。
- 1892年（明治25年）- 「新橋尋常小学校」に改称。北方村橋下村組合立新橋高等小学校が併設される。

旧・北方小学校
- 1896年（明治29年）- 就正と新橋の尋常小学校2校を統合の上、「北方尋常小学校」に改称。芦原地区の児童が橋下尋常小学校へ転出。
- 1908年（明治41年）4月1日 - 高等科を併置の上、「北方尋常高等小学校」に改称。改正小学校令により、尋常科の修業年限（義務教育年限）を4年から6年に延長し、高等科の修業年限を2年とする。（北方村橋下村組合立新橋高等小学校は廃止される。）
- 1915年（大正4年）- 北方村農業補習学校が併設される。
- 1926年（大正15年）- 併設の農業補習学校が青年訓練所充当となる。
- 1927年（昭和2年）- 併設の農業補習学校が北方村公民学校に改称。
- 1933年（明治8年）- 新校歌を制定。作詞は副島松一、作曲は川本久雄による。歌詞は3番まであった。
- 1935年（昭和10年）- 青年学校令の施行により、併設の公民学校が北方村青年学校に改称。
- 1941年（昭和16年）4月1日 - 国民学校令の施行により、「北方国民学校」に改称。尋常科を初等科に改める。
- 1944年（昭和19年）4月29日 - 北方村が町制施行で北方町となる。
- 1947年（昭和22年）4月1日 - 学制改革が行われる。
  - 北方国民学校初等科（6年制）は「北方町立北方小学校」に改組される。
  - 北方国民学校高等科（2～3年制）と青年学校普通科は新制中学校「北方町立北方中学校」に改組される。
- 1956年（昭和31年）
  - 4月1日 - 橋下小学校を統合の上、橋下分校とする[2]。
  - 9月1日 - 橋下分校が分離の上、北方町立北方東小学校として独立[2]。
- 1961年（昭和36年）4月 - 椛島橋の架橋により、北方東小学校へ焼米地区の児童が転出。
- 1972年（昭和47年）6月11日 - 火災が発生し、木造2階建て校舎2棟と木造平屋建て校舎1棟が全焼。
  - プレハブ校舎での授業を余儀なくされる。
- 1974年（昭和49年）3月31日 - 北方東小学校との統合により閉校。跡地は現在、北方スポーツセンター・北方運動公園となっている。

旧・北方東小学校
- 1873年（明治6年）- 大渡村に「池永小学校」と「岡崎小学校」が設置される。
- 1883年（明治16年）- 池永小学校と岡崎小学校の2校が統合され、「大渡小学校」が設置される。
- 1887年（明治20年）- 小学校令の施行により、「尋常大渡小学校」に改称。
- 1892年（明治25年）- 「大渡尋常小学校」に改称。
- 1896年（明治29年）- 「橋下尋常小学校」に改称。北方尋常小学校から芦原地区の児童が転入。
- 1908年（明治41年）4月1日 - 高等科を併置の上、「橋下尋常高等小学校」に改称。改正小学校令により、尋常科の修業年限（義務教育年限）を4年から6年に延長し、高等科の修業年限を2年とする。（北方村橋下村組合立新橋高等小学校は廃止される。）
- 1915年（大正4年）- 橋下村農業補習学校が併設される。
- 1926年（大正15年）- 併設の農業補習学校が青年訓練所充当となる。
- 1927年（昭和2年）- 併設の農業補習学校が橋下村公民学校に改称。
- 1935年（昭和10年）- 青年学校令の施行により、併設の公民学校が橋下村青年学校に改称。
- 1941年（昭和16年）4月1日 - 国民学校令の施行により、「橋下国民学校」に改称。尋常科を初等科に改める。
- 1947年（昭和22年）4月1日 - 学制改革が行われる。
  - 橋下国民学校初等科（6年制）は「橋下村立橋下小学校」に改組される。
  - 橋下国民学校高等科（2～3年制）と青年学校普通科は新制中学校「橋下村立橋下中学校」に改組される。

- 1956年（昭和31年）

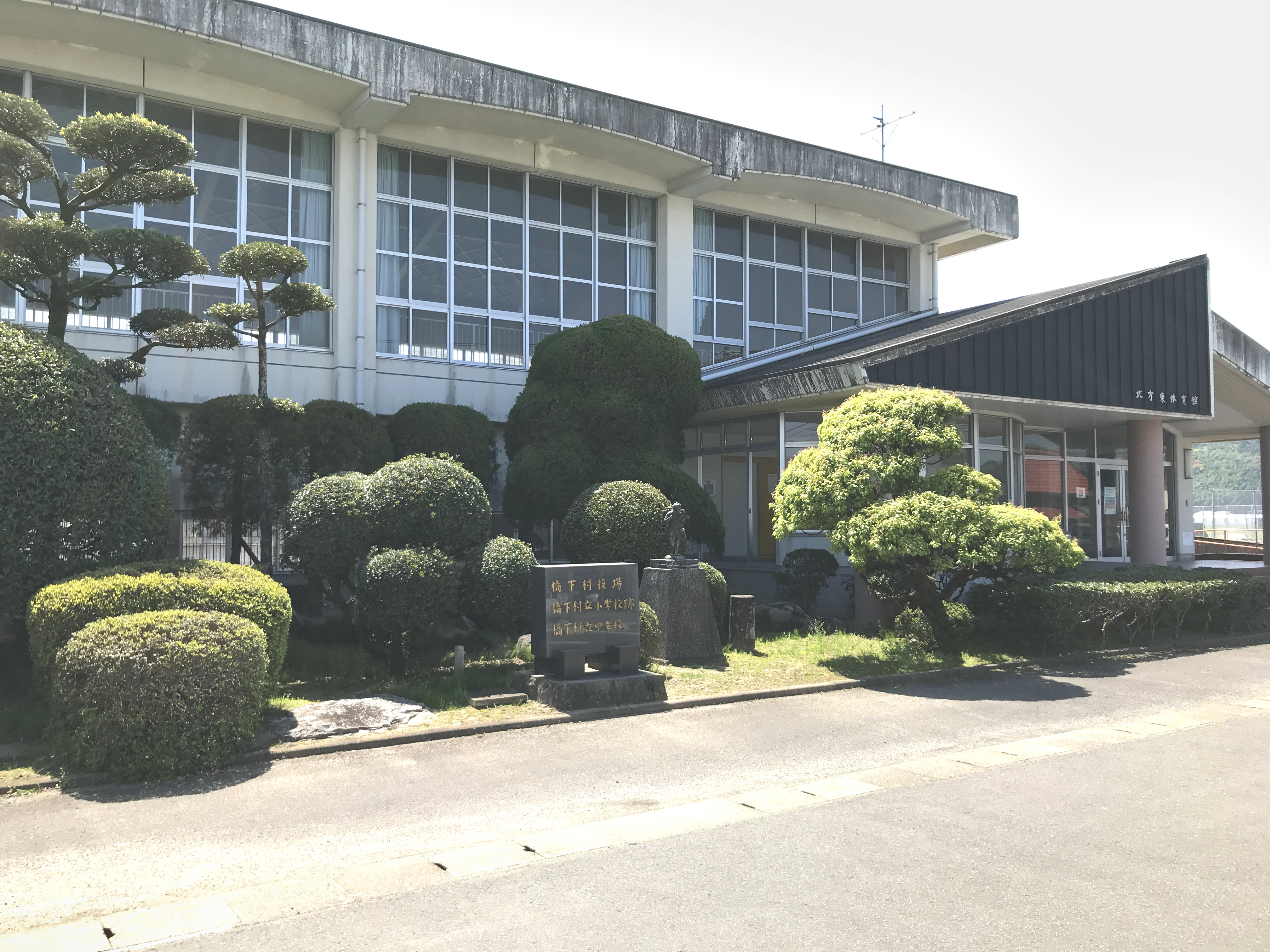
橋下小学校（北方東小学校）跡地

  - 3月31日 - 橋下中学校が北方町立北方中学校に統合されたことにより、併設を解消。
  - 4月1日 - 橋下村の一部が北方町に編入されたため、北方小学校への統合により「北方町立北方小学校 橋下分校」となる[2]。
    - 通学区域 - 旧・橋下村の芦原、医王寺、大渡の一部（蔵堂）地区
    - その他の地区（大渡の喜佐木・鳥巣・岡崎・下蓑具）は白石町に編入され、白石町立須古小学校に通学することとなった。

  - 9月1日 - 北方小学校より分離し、「北方町立北方東小学校」として独立[2]。
- 1961年（昭和36年）4月 - 椛島橋の架橋により、北方小学校から焼米地区の児童が転入。
- 1974年（昭和49年）3月31日 - 北方小学校との統合により閉校。跡地は北方東グラウンド・北方東体育館敷地となっている。

統合・北方小学校
- 1974年（昭和49年）4月1日 - 上記2校を統合の上、「北方町立北方小学校」が開校。現在地に新校舎が完成し、移転を完了。
- 1975年（昭和50年）- 新校歌を制定。
- 1997年（平成9年）4月1日 - 杉岳分校を休校とする。
- 2004年（平成16年）8月31日 - 杉岳分校を廃止。
  - 杉岳分校 最終所在地 - 杵島郡北方町大字大崎5776番地6
  - 廃止後はしばらく「コミュニティ百堂」として使用されていたが、2021年（令和3年）に解体され、現在は更地となっている。
- 2006年（平成18年）3月1日 - 武雄市との合併により、「武雄市立北方小学校」（現校名）に改称。
- 2013年（平成25年）- 体育館の大規模改造工事が完了。
- 2015年（平成27年）- 管理棟の大規模改造工事が完了。
- 2018年（平成30年）- 教室棟の大規模改造工事が完了。

## 交通
最寄りの鉄道駅
- JR九州 佐世保線「北方駅」

最寄りのバス停留所
- 祐徳バス「リムス前」停留所

最寄りの幹線道路
- 国道34号 「北方町追分」交差点
- 長崎自動車道 「武雄北方IC」

## 周辺
- 北方学校給食センター
- 北方グラウンド
- 北方保健センター
- 武雄市子育て総合支援センター
- 杵藤地区広域市町村圏組合事務局（旧・武雄市役所北方支所）

## 参考資料
- 「北方町史 下巻」（北方町史編さん事務局, 1987年（昭和462年）3月）p.263～